# Équipe de Croatie masculine de handball
Maillots
Dernière mise à jour : 14 juillet 2025.
L'équipe de Croatie masculine de handball représente la Fédération croate de handball lors des compétitions internationales masculines de handball, notamment aux Jeux olympiques, aux Championnats du monde et aux Championnats d'Europe.
Héritière d'une Yougoslavie qui a constitué un modèle pour le handball, la Croatie est notamment double championne olympique (1996 et 2004) et championne du monde en 2003 mais n'a jamais remporté de titre européen malgré 6 médailles remportées.

## Palmarès

### Tableau des médailles
Jeux olympiques
- (1996, 2004)
- (2012)

Championnats du monde
- (2003)
- (1995, 2005, 2009, 2025)
- (2013)

Championnats d'Europe
- (2008, 2010, 2020)
- (1994, 2012, 2016)

Jeux méditerranéens
- (1993, 1997, 2001)
- (2005, 2013)

### Parcours détaillé
| Édition     | Tour                     | Rang                     | J                        | V                        | N                        | D                        | BP                       | BC                       | Diff                     |
| ----------- | ------------------------ | ------------------------ | ------------------------ | ------------------------ | ------------------------ | ------------------------ | ------------------------ | ------------------------ | ------------------------ |
| 1972 à 1988 | membre de la Yougoslavie | membre de la Yougoslavie | membre de la Yougoslavie | membre de la Yougoslavie | membre de la Yougoslavie | membre de la Yougoslavie | membre de la Yougoslavie | membre de la Yougoslavie | membre de la Yougoslavie |
| 1992        | non qualifiable          | non qualifiable          | non qualifiable          | non qualifiable          | non qualifiable          | non qualifiable          | non qualifiable          | non qualifiable          | non qualifiable          |
| 1996        | Finale                   | /16                      | 7                        | 6                        | 0                        | 1                        | 183                      | 168                      | 15                       |
| 2000        | non qualifiée            | non qualifiée            | non qualifiée            | non qualifiée            | non qualifiée            | non qualifiée            | non qualifiée            | non qualifiée            | non qualifiée            |
| 2004        | Finale                   | /16                      | 8                        | 8                        | 0                        | 0                        | 238                      | 211                      | 27                       |
| 2008        | Match pour la 3e place   | 4e/16                    | 8                        | 4                        | 0                        | 4                        | 218                      | 199                      | 19                       |
| 2012        | Match pour la 3e place   | /16                      | 8                        | 7                        | 0                        | 1                        | 230                      | 183                      | 47                       |
| 2016        | 1/4 de finale            | 5e/16                    | 6                        | 4                        | 0                        | 2                        | 174                      | 164                      | 10                       |
| 2020        | non qualifiée            | non qualifiée            | non qualifiée            | non qualifiée            | non qualifiée            | non qualifiée            | non qualifiée            | non qualifiée            | non qualifiée            |
| 2024        | hhase de poule           | 9e/16                    | 5                        | 2                        | 0                        | 3                        | 148                      | 156                      | -8                       |
| Total       | 6 / 8                    | 2 titres                 | 42                       | 31                       | 0                        | 11                       | 1191                     | 1081                     | 110                      |

| Édition     | Tour                     | Rang                     | J                        | V                        | N                        | D                        | BP                       | BC                       | Diff                     |
| ----------- | ------------------------ | ------------------------ | ------------------------ | ------------------------ | ------------------------ | ------------------------ | ------------------------ | ------------------------ | ------------------------ |
| 1938 à 1990 | membre de la Yougoslavie | membre de la Yougoslavie | membre de la Yougoslavie | membre de la Yougoslavie | membre de la Yougoslavie | membre de la Yougoslavie | membre de la Yougoslavie | membre de la Yougoslavie | membre de la Yougoslavie |
| 1993        | non qualifiable          | non qualifiable          | non qualifiable          | non qualifiable          | non qualifiable          | non qualifiable          | non qualifiable          | non qualifiable          | non qualifiable          |
| 1995        | Finale                   | /24                      | 9                        | 7                        | 0                        | 2                        | 246                      | 211                      | 35                       |
| 1997        | 1/8 de finale            | 13e/24                   | 6                        | 2                        | 1                        | 3                        | 148                      | 146                      | 2                        |
| 1999        | 1/8 de finale            | 10e/24                   | 6                        | 3                        | 1                        | 2                        | 141                      | 145                      | -4                       |
| 2001        | 1/8 de finale            | 9e/24                    | 6                        | 3                        | 1                        | 2                        | 188                      | 152                      | 36                       |
| 2003        | Finale                   | /24                      | 9                        | 8                        | 0                        | 1                        | 270                      | 243                      | 27                       |
| 2005        | Finale                   | /24                      | 10                       | 8                        | 0                        | 2                        | 316                      | 273                      | 43                       |
| 2007        | 1/4 de finale            | 5e/24                    | 10                       | 9                        | 0                        | 1                        | 308                      | 246                      | 62                       |
| 2009        | Finale                   | /24                      | 10                       | 9                        | 0                        | 1                        | 298                      | 228                      | 70                       |
| 2011        | Match pour la 5e place   | 5e/24                    | 9                        | 6                        | 1                        | 2                        | 271                      | 213                      | 58                       |
| 2013        | Match pour la 3e place   | /24                      | 9                        | 8                        | 0                        | 1                        | 266                      | 202                      | 64                       |
| 2015        | Match pour la 5e place   | 6e/24                    | 9                        | 7                        | 0                        | 2                        | 258                      | 224                      | 34                       |
| 2017        | Match pour la 3e place   | 4e/24                    | 9                        | 6                        | 0                        | 3                        | 254                      | 233                      | 21                       |
| / 2019      | Match pour la 5e place   | 6e/24                    | 9                        | 6                        | 0                        | 3                        | 250                      | 220                      | 30                       |
| 2021        | Tour principal           | 15e/32                   | 6                        | 3                        | 1                        | 2                        | 156                      | 122                      | 34                       |
| / 2023      | Tour principal           | 9e/32                    | 6                        | 4                        | 1                        | 1                        | 207                      | 167                      | 40                       |
| / 2025      | Finale                   | /32                      | 9                        | 7                        | 0                        | 2                        | 286                      | 234                      | 52                       |
| Total       | 16 / 16                  | 1 titre                  | 132                      | 96                       | 6                        | 30                       | 3863                     | 3259                     | 604                      |

| Édition | Tour                   | Rang    | J   | V  | N  | D  | BP   | BC   | Diff |
| ------- | ---------------------- | ------- | --- | -- | -- | -- | ---- | ---- | ---- |
| 1994    | Match pour la 3e place | /12     | 7   | 4  | 0  | 3  | 165  | 161  | 4    |
| 1996    | Match pour la 5e place | 5e/12   | 6   | 4  | 0  | 2  | 154  | 150  | 4    |
| 1998    | Match pour la 7e place | 8e/12   | 6   | 2  | 1  | 3  | 145  | 150  | -5   |
| 2000    | Match pour la 5e place | 6e/16   | 6   | 3  | 1  | 2  | 146  | 139  | 7    |
| 2002    | Tour préliminaire      | 16e/16  | 3   | 0  | 0  | 3  | 70   | 89   | -19  |
| 2004    | Match pour la 3e place | 4e/16   | 8   | 4  | 2  | 2  | 222  | 221  | 1    |
| 2006    | Match pour la 3e place | 4e/16   | 8   | 5  | 0  | 3  | 229  | 228  | 1    |
| 2008    | Finale                 | /16     | 8   | 5  | 1  | 2  | 212  | 203  | 9    |
| 2010    | Finale                 | /16     | 8   | 6  | 1  | 1  | 207  | 194  | 13   |
| 2012    | Match pour la 3e place | /16     | 8   | 5  | 1  | 2  | 216  | 201  | 15   |
| 2014    | Match pour la 3e place | 4e/16   | 8   | 5  | 0  | 3  | 229  | 206  | 23   |
| 2016    | Match pour la 3e place | /16     | 8   | 5  | 0  | 3  | 250  | 219  | 31   |
| 2018    | Match pour la 5e place | 5e/16   | 7   | 5  | 0  | 2  | 204  | 187  | 17   |
| / 2020  | Finale                 | /24     | 9   | 7  | 1  | 1  | 227  | 205  | 22   |
| / 2022  | Match pour la 7e place | 8e/24   | 7   | 3  | 1  | 3  | 185  | 181  | 4    |
| 2024    | Tour principal         | 11e/24  | 7   | 3  | 1  | 3  | 216  | 204  | 12   |
| Total   | 17 / 17                | 0 titre | 114 | 70 | 10 | 38 | 3077 | 2938 | 139  |

## Résultats en compétitions internationales
La Croatie joue son premier match officiel le 14 janvier 1991 face au Japon mais ne peut participer ni aux Jeux olympiques de 1992 ni au Championnat du monde 1993, n'ayant pas pu prendre part aux phases de qualifications. C'est alors aux Jeux méditerranéens de 1993 que la Croatie participe à sa première compétition officielle. Après avoir rongé leur frein pendant plus de deux ans, les Croates ne laissent pas passer l'occasion et remportent la compétition en s'imposant en finale face aux « Bronzés » français qui évoluaient pourtant à domicile.
Après cette mise en jambe, la Croatie s'impose rapidement comme une nation majeur du handball mondial avec une médaille de bronze au Championnat d'Europe 1994, d'argent au Championnat du monde 1995 puis d'or aux Jeux olympiques de 1996.
Après une période sans bons résultats, l'équipe de Croatie fait son retour en remportant le Championnat du monde de 2003 avec une nouvelle génération menée par Ivano Balić. En 2004 la sélection croate se place 4e au Championnat d'Europe puis gagne une seconde médaille d'or olympique à Athènes en 2004. L'année suivante, elle se place 2e du Championnat du monde de 2005 en perdant en finale contre l'Espagne.
Au Championnat du monde 2007, la Croatie arrive invaincu en quart de finale mais perd contre l'équipe de France et termine finalement à la 5e place. Au Championnat d'Europe 2008, la Croatie termine 2e, perdant en finale contre le Danemark, éliminant la France en demi-finale. Plus tard la même année, cette dernière prend sa revanche lors des Jeux olympiques de Pékin en éliminant la Croatie sur le score de 25 à 23 en demi-finale. La sélection croate termine finalement à la quatrième place, battue pour le bronze par l'Espagne.
Au Championnat du monde 2009 disputé à domicile, toute la Croatie attend que sa sélection remporte le titre mondial. Aussi, en octobre 2008, l'annonce d'une blessure au dos de son génie Ivano Balić inquiète tout le pays, une opération pouvant le priver de la compétition. Bien que toujours gêné par son dos, il sera finalement apte à tenir sa place et la sélection croate termine invaincue le premier tour. Lors du tour principal, la France et la Croatie sont toutes les deux qualifiées, quatre victoires pour zéro défaites, avant la dernière journée. La Croatie remporte leur confrontation, sans réel enjeu, sur le score de 22 à 19. La Croatie affronte alors la Pologne et l'emporte 29 à 23. La finale oppose donc pour la deuxième fois de la compétition la Croatie à l'équipe de France. Le score est serré avec un score de 18 partout à la 47e, minute où une altercation oppose les deux stars Balić et Nikola Karabatic après une faute du Français sur le Croate. Les Français prennent ensuite un avantage de deux puis trois buts pour finalement l'emporter 24 à 19.
Lors de la compétition suivante, le championnat d'Europe 2010, la Croatie termine en tête de son groupe lors du premier tour, puis de même lors du tour principal. Les Croates sont alors opposés aux Polonais en demi-finale. Ils remportent cette rencontre sur le score de 24 à 21. L'opposition entre les champions du monde et champions olympiques français et les Croates constitue de nouveau l'affiche de la finale. Comme souvent lors des rencontres opposant les deux nations, le match est serré et la mi-temps est atteinte sur un score nul de 12 partout. La France fait ensuite la différence en début de seconde mi-temps, 17-13 à la 37e minute, puis contrôle la fin de la rencontre pour l'emporter 25 à 21.
Au Championnat du monde 2011, la Croatie doit se contenter d'une 5e place. Le championnat d'Europe 2012 se passe mieux. Les croates atteignent la demi-finale, défaits par leurs voisins serbes qui jouent à domicile, mais remporte aux dépens de l'Espagne la médaille de bronze. Aux jeux olympiques 2012 de Londres, le chemin des croates croise une nouvelle fois celui des Français, mais sans pouvoir empêcher la France d'atteindre la finale pour y remporter son deuxième titre olympique consécutif : comme quatre ans plus tôt, les croates échouent aux portes de la finale, mais cette fois-ci, ils remportent la médaille de bronze.
Au Championnat du monde 2013, la Croatie termine invaincue de sa poule pourtant la plus difficile, venant notamment à bout des Espagnols à domicile et des Hongrois. Après avoir disposé des Biélorusses en huitièmes de finale, la Croatie retrouve une nouvelle fois la France et se qualifie après un match bien maitrisé 30-23, mais s'incline ensuite en demi-finale 30-24 face au Danemark. Toutefois, une nouvelle médaille de bronze complète la collection croate à la suite de la victoire 31-26 face à la Slovénie dans la petite finale.

## Effectifs

### Effectif actuel
L'effectif de l'équipe Jeux olympiques de 2024 est :

### Effectifs antérieurs

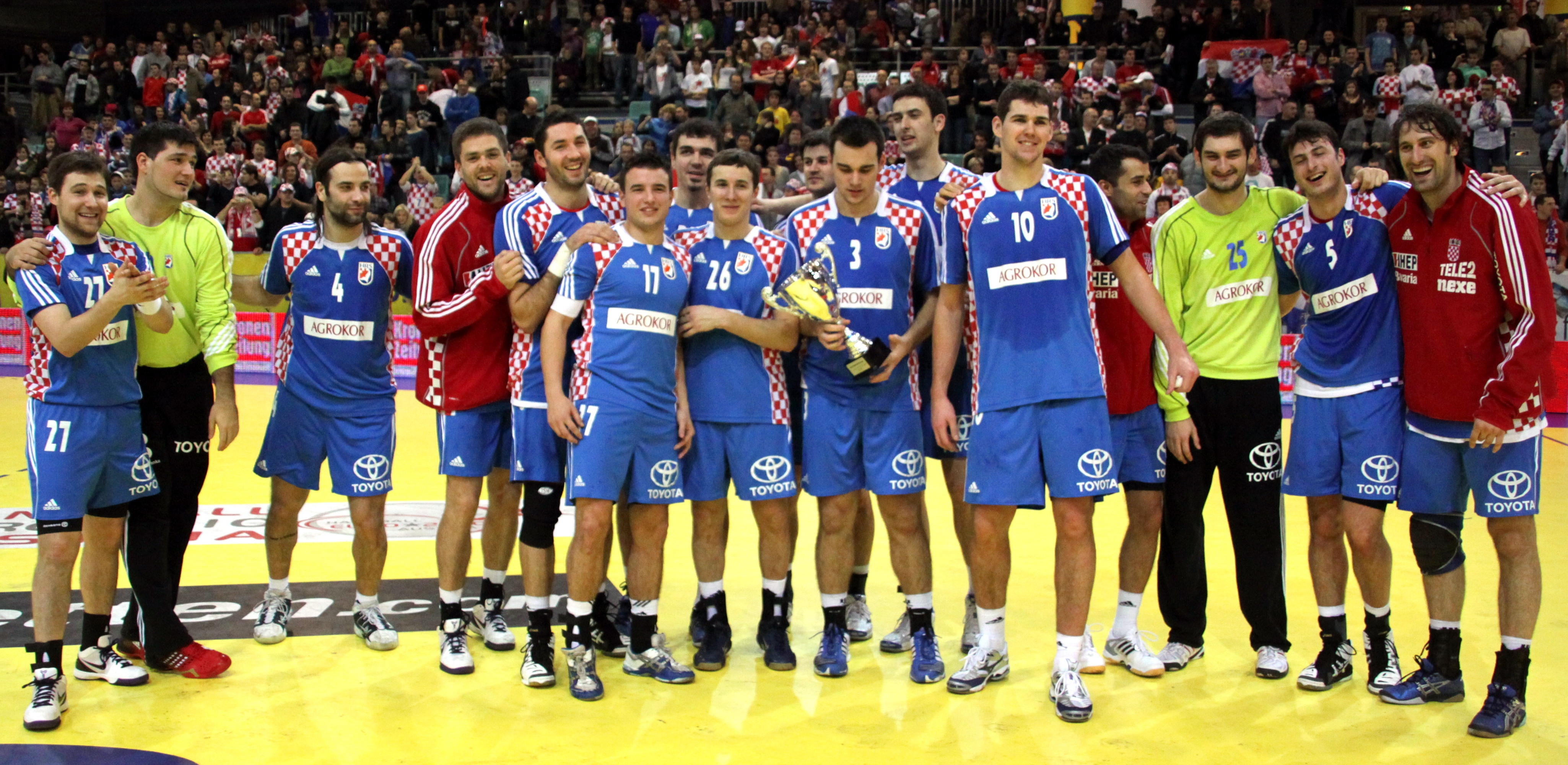
Équipe de Croatie au championnat d'Europe 2010

## Personnalités liées à la sélection

### Joueurs célèbres
Joueurs ayant reçu des récompenses sous le maillot de la Croatie
- Irfan Smajlagić : meilleur ailier droit du Mondial 1995, des JO 1996 et de l'Euro 2000
- Patrik Ćavar : meilleur buteur et meilleur ailier gauche JO 1996
- Ivano Balić : Meilleur handballeur mondial de l'année en 2003 et 2006. Sportif croate de l'année 2007. Porte-drapeau de la délégation croate aux JO de 2008. Meilleur joueur aux Euros 2004 et 2006 et aux Mondiaux 2005 et 2007. Meilleur demi-centre aux JO 2004 et à l'Euro 2008, co-meilleur buteur à l'Euro 2008
- Mirza Džomba : meilleur ailier droit aux JO 2004 et aux mondiaux 2003 et 2005. Meilleur buteur de l'Euro 2004.
- Igor Vori : meilleur joueur du Mondial 2009. Meilleur défenseur de l'Euro 2008. Meilleur pivot du Mondial 2009 et de l'Euro 2010
- Ivan Čupić : meilleur ailier droit au Mondial 2009 et aux JO 2012
- Blaženko Lacković : meilleur arrière gauche au Mondial 2009
- Jakov Gojun : meilleur défenseur à l'Euro 2010
- Manuel Štrlek : meilleur ailier gauche à l'Euro 2010 et à l'Euro 2016
- Vedran Zrnić : meilleur ailier droit au Mondial 2011
- Marko Kopljar : meilleur arrière droit à l'Euro 2012
- Domagoj Duvnjak : Meilleur handballeur mondial de l'année en 2013, meilleur joueur de l'Euro 2020, meilleur demi-centre au Mondial 2013, à l'Euro 2014 et au Mondial 2017
- Ivan Martinović : meilleur arrière droit du Mondial 2025

Autres joueurs
- Nikša Kaleb
- Igor Kos
- Slavko Goluža
- Vlado Šola
- Zlatko Saračević

### Statistiques des joueurs
| Joueur            | Matchs | Poste    | Période   |
| ----------------- | ------ | -------- | --------- |
| Domagoj Duvnjak   | 272    | DC       | 2006-2025 |
| Igor Vori         | 246    | P        | 2001-2018 |
| Venio Losert      | 211    | GB       | 1995-2015 |
| Slavko Goluža     | 204    | DC       | 1991-2006 |
| Ivano Balić       | 198    | DC       | 2001-2012 |
| Blaženko Lacković | 195    | ARG      | 2001-2013 |
| Zlatko Horvat     | 191    | ALD      | 2005-2020 |
| Valter Matošević  | 191    | GB       | 1992-2004 |
| Goran Perkovac    | 190    | ARG      | 1992-2000 |
| Vedran Zrnić      | 189    | ALD      | 2001-2010 |
| Mirza Džomba      | 185    | ALD      | 1997-2008 |
| Petar Metličić    | 175    | ARD      | 1997-2009 |
| Davor Dominiković | 174    | DEF, ARG | 1997-2008 |
| Manuel Štrlek     | 173    | ALG      | 2010-2021 |
| Jakov Gojun       | 166    | DEF      | 2008-2018 |
| Mirko Alilović    | 164    | GB       | 2006-2018 |
| Drago Vuković     | 157    | ARG      | 2004-2014 |
| Ivan Čupić        | 156    | ALD      | 2005-2024 |
| Božidar Jović     | 151    | P        | 1995-2003 |
| Zvonimir Bilić    | 147    | ARG      | 1995-2002 |
| Nenad Kljaić      | 145    | P        | 1991-2001 |
| Tonči Valčić      | 144    | ARG      | 1999-2010 |
| Marko Kopljar     | 137    | ARD      | 2008-2018 |
| Vlado Šola        | 132    | GB       | 1991-2006 |
| Denis Špoljarić   | 131    | DEF      | 2003-2009 |
| Denis Buntić      | 131    | ARD      | 2005-2018 |
| Patrik Ćavar      | 120    | ALG      | 1991-2003 |
| Goran Šprem       | 109    | ALG      | 1999-2009 |
| Alvaro Načinović  | 105    | P        | 1992-2000 |
| Renato Sulić      | 100    | P        | 2001-2008 |

| Joueur            | Buts | Moy. | Poste   | Période   |
| ----------------- | ---- | ---- | ------- | --------- |
| Domagoj Duvnjak   | 796  | 2,92 | DC      | 2006-2025 |
| Mirza Džomba      | 719  | 3.89 | ALD     | 1997-2008 |
| Patrik Ćavar      | 639  | 5.33 | ALG     | 1991-2003 |
| Manuel Štrlek     | 600  | 3.16 | ALG     | 2010-2021 |
| Zlatko Horvat     | 590  | 2.51 | ALD     | 2008-2020 |
| Igor Vori         | 590  |      | P       | 2001-2018 |
| Ivan Čupić        | 577  | 3.90 | ALD     | 2005-2024 |
| Blaženko Lacković | 571  | 2.93 | AR      | 2001-2013 |
| Vedran Zrnić      | 571  | 2.03 | ALD     | 2001-2010 |
| Slavko Goluža     | 545  |      | DC, ARG | 1991-2006 |
| Ivano Balić       | 535  | 2.70 | DC      | 2001-2012 |
| Zvonimir Bilić    | 500  |      | ARG     | 1995-2002 |
| Petar Metličić    | 471  | 2.83 | ARD     | 1997-2009 |
| Iztok Puc         | 325  | 2.23 | DC      | 1991-1998 |
| Marko Kopljar     | 322  |      | ARD     | 2005-2018 |
| Denis Buntić      | 293  |      | ARD     | 2005-2018 |
| Irfan Smajlagić   | 290  |      | ALG     | 1991-2000 |
| Goran Šprem       | 277  |      | ALG     | 1999-2009 |
| Zlatko Saračević  | 244  |      | ARD     | 1992-2000 |
| Luka Stepančić    | 241  |      | ARD     | 2013-     |
| Igor Karačić      | 236  | 2.41 | DC      | 2013-     |
| Luka Cindrić      | 229  | 2.66 | DC      | 2014-     |
| Tonči Valčić      | 226  |      | ARG     | 1999-2010 |
| Renato Sulić      | 221  |      | P       | 2001-2008 |
| Drago Vuković     | 210  |      | ARG     | 2004-2014 |
| Davor Dominiković | 205  |      | ARG     | 1997-2008 |
| Damir Bičanić     | 176  |      | ARG     | 2005-2020 |
| Alvaro Načinović  | 165  |      | P       | 1992-2000 |
| Nikša Kaleb       | 152  |      | ALG     | 1999-2010 |
| Ivan Slišković    | 140  |      | ARG     | 2013-     |
| Željko Musa       | 118  | 0,81 | P, DEF  | 2017-     |
| Ivan Martinović   | 107  | 3.96 | ARD     | 2019-     |
| Božidar Jović     | 100  |      | P       | 1995-2003 |

Légende : GB = Gardien de but, P = Pivot, AL(G/D) = Ailier (gauche/droit), AR(G/D) = Arrière (gauche/droit), DC = Demi-centre, DEF = Défenseur

### Capitaines
- Alvaro Načinović : de 1992 à 1996
- Goran Perkovac : de 1996 à 1998
- Patrik Ćavar : de 1998 à 1999
- Slavko Goluža : de 1999 à 2006
- Petar Metličić : de 2006 à 2009
- Igor Vori : de 2009 à 2015
- Marko Kopljar : de 2015 à 2016
- Domagoj Duvnjak : de 2017 à 2025
- Ivan Martinović : depuis 2025

### Entraîneurs
Les entraîneur entre le 14 janvier 1991 (premier match face au Japon) et le 29 janvier 2021 (après le championnat du monde 2021) sont :
| Sélectionneur           | Période         | Médaille(s) |
| ----------------------- | --------------- | ----------- |
| Josip Milković          | 1990-1991       | -           |
| Zdravko Zovko           | 1991-1995       |             |
| Abas Arslanagić         | 1995-1996       | -           |
| Velimir Kljaić (de)     | 1996            |             |
| Josip Glavaš            | 1997            | -           |
| Ilija Puljević          | 1997-1998       | -           |
| Velimir Kljaić (de) (2) | 1998-1999       | -           |
| Zdravko Zovko (2)       | 1999-2000       | -           |
| Josip Milković (2)      | 2000-2002       | -           |
| Lino Červar             | 2002-2010       |             |
| Slavko Goluža           | 2010-2015       |             |
| Željko Babić            | 2015-2017       |             |
| Lino Červar (2)         | 2017-2021       |             |
| Hrvoje Horvat (de)      | 2021-01/2023    | -           |
| Goran Perkovac          | 02/2023-02/2024 | -           |
| Dagur Sigurðsson        | depuis 02/2024  |             |

## Confrontations contre la France
| Rencontres | Victoires | Nuls | Défaites | Buts pour | Buts contre | Différence |
| ---------- | --------- | ---- | -------- | --------- | ----------- | ---------- |
| 37         | 21        | 1    | 15       | 957       | 926         | +33        |